# Euro Hockey Challenge 2015
Euro Hockey Challenge 2015 byl pátým ročníkem této hokejové soutěže, který začal 1. dubna 2015 zápasem mezi Švýcarskem a Finskem a skončil 26. dubna 2015 utkáním mezi Francií a Švýcarskem. Dvanáct nejlepších evropských týmů bylo rozděleno do čtyř skupin podle žebříčku IIHF. Soutěž má nově čtyři soutěžní kola, přičemž týmy elitní evropské čtyřky (Česko, Finsko, Švédsko a Rusko) sehrají poslední dvě kola současně jako finále soutěže Euro Hockey Tour. Zápasy sloužily pro národní týmy jako příprava na mistrovství světa v České republice v roce 2015. Vítězem tohoto ročníku se stalo Česko.

## Účastníci
Euro Hockey Challenge 2015 se zúčastnilo dvanáct nejlepších evropských mužstev, vybraných dle žebříčku IIHF.
| - Švédsko - Finsko - Rusko - Česko | - Švýcarsko - Slovensko - Lotyšsko - Norsko | - Bělorusko - Francie - Německo - Dánsko |

## Legenda
Toto je seznam vysvětlivek použitých v souhrnech odehraných zápasů.
| - PH1 – Branka v přesilové hře (5 na 4) - PH2 – Branka v přesilové hře (5 na 3) - VO1 – Branka v oslabení (4 na 5) | - VO2 – Branka v oslabení (3 na 5) - SV – Gól při signalizovaném vyloučení - PB – Gól do prázdné branky | - PP – Gól při odvolání brankáře (power play) - ts. – Gól z trestného střílení - vla. – Vlastní gól |

## Zápasy
Všechny časy zápasů jsou uvedeny ve středoevropském letním čase (SELČ).

### 1. kolo
| 1. dubna 2015 19:45 | Švýcarsko | 4 : 1 (1:0, 2:0, 1:1) | Finsko | Kolping Arena, Kloten Návštěvnost: 2 521 |  |

| Zpráva | |                     |                                   |                                                                         |
| Daniel Manzato | Daniel Manzato | Brankáři            | Atte Engren                       | Rozhodčí: Andreas Koch Tobias Wehrli Čároví: Cedric Borga Balazs Kovacs |
| D. Hollenstein (R. Grossmann, G. Haas) (PH1) – 19:13 F. Herzog – 21:21 J. Walker (M. Bieber, R. Grossmann) – 25:11 D. Hollenstein (R. Sannitz) (PB) – 57:58 | D. Hollenstein (R. Grossmann, G. Haas) (PH1) – 19:13 F. Herzog – 21:21 J. Walker (M. Bieber, R. Grossmann) – 25:11 D. Hollenstein (R. Sannitz) (PB) – 57:58 | 1:0 2:0 3:0 3:1 4:1 | 51:32 – J-P. Hytönen (H. Pesonen) | Rozhodčí: Andreas Koch Tobias Wehrli Čároví: Cedric Borga Balazs Kovacs |
| 6 min | 6 min | Tresty              | 6 min                             | Rozhodčí: Andreas Koch Tobias Wehrli Čároví: Cedric Borga Balazs Kovacs |
| 27 | 27 | Střely              | 20                                | Rozhodčí: Andreas Koch Tobias Wehrli Čároví: Cedric Borga Balazs Kovacs |

| 2. dubna 2015 16:30 | Slovensko | 3 : 4 (2:0, 1:2, 0:2) | Švédsko | Zimní stadion Pavla Demitry, Trenčín Návštěvnost: 5 680 |  |

| Zpráva                                                                                          |                                                                                                 |                             | |                                                                             |
| Ján Laco                                                                                        | Ján Laco                                                                                        | Brankáři                    | Joel Lassinantti | Rozhodčí: Vladimír Baluška Róbert Müllner Čároví: Peter Šefčík Roman Výleta |
| P. Lušňák (R. Dej, M. Haščák) – 11:27 L. Nagy (L. Hudáček) – 15:38 L. Hudáček (L. Nagy) – 32:15 | P. Lušňák (R. Dej, M. Haščák) – 11:27 L. Nagy (L. Hudáček) – 15:38 L. Hudáček (L. Nagy) – 32:15 | 1:0 2:0 2:1 2:2 3:2 3:3 3:4 | 23:59 – A. Bengtsson 28:42 – (PH1) A. Petersson (P. Åslund, L. Wallmark) 52:09 – (PH1) C. Ridderwall (S. Kronwall, C. Andersson) 59:47 – S. Kronwall (L. Wallmark, A. Petersson) | Rozhodčí: Vladimír Baluška Róbert Müllner Čároví: Peter Šefčík Roman Výleta |
| 6 min                                                                                           | 6 min                                                                                           | Tresty                      | 4 min | Rozhodčí: Vladimír Baluška Róbert Müllner Čároví: Peter Šefčík Roman Výleta |
| 30                                                                                              | 30                                                                                              | Střely                      | 29 | Rozhodčí: Vladimír Baluška Róbert Müllner Čároví: Peter Šefčík Roman Výleta |

| 2. dubna 2015 18:00 | Bělorusko | 2 : 1 (1:0, 0:1, 1:0) | Lotyšsko | Minsk Ice Palace, Minsk Návštěvnost: 2 200 |  |

| Zpráva                                                                                    |                                                                                           |             |                                              |                                                                                    |
| Dmitrij Milčakov                                                                          | Dmitrij Milčakov                                                                          | Brankáři    | Ervīns Muštukovs                             | Rozhodčí: Maxim Sidorenko Vladimir Naljvajko Čároví: Dmitrij Goljak Vasilij Koleda |
| A. Gavrus (D. Korobov) (PH1) – 18:51 N. Ustiněnko (A. Stěpanov, A. Kulakov) (PH1) – 41:18 | A. Gavrus (D. Korobov) (PH1) – 18:51 N. Ustiněnko (A. Stěpanov, A. Kulakov) (PH1) – 41:18 | 1:0 1:1 2:1 | 39:05 – M. Širokovs (E. Brahmanis, R. Ābols) | Rozhodčí: Maxim Sidorenko Vladimir Naljvajko Čároví: Dmitrij Goljak Vasilij Koleda |
| 16 + Andrej Kosticyn 10 min                                                               | 16 + Andrej Kosticyn 10 min                                                               | Tresty      | 18 min                                       | Rozhodčí: Maxim Sidorenko Vladimir Naljvajko Čároví: Dmitrij Goljak Vasilij Koleda |
| 21                                                                                        | 21                                                                                        | Střely      | 25                                           | Rozhodčí: Maxim Sidorenko Vladimir Naljvajko Čároví: Dmitrij Goljak Vasilij Koleda |

| 3. dubna 2015 15:45 | Švýcarsko | 0 : 2 (0:1, 0:0, 0:1) | Finsko | St. Jakobshalle, Basilej Návštěvnost: 4 150 |  |

| Zpráva        |               |          |                                                                         |                                                                              |
| Benjamin Conz | Benjamin Conz | Brankáři | Juuse Saros                                                             | Rozhodčí: Mark Wiegand Tobias Wehrli Čároví: Balazs Kovacs Marc-Henri Progin |
|               |               | 0:1 0:2  | 14:36 – T. Hartikainen (M. Wärn) 52:02 – M. Niemi (S. Lepistö, M. Wärn) | Rozhodčí: Mark Wiegand Tobias Wehrli Čároví: Balazs Kovacs Marc-Henri Progin |
| 10 min        | 10 min        | Tresty   | 6 min                                                                   | Rozhodčí: Mark Wiegand Tobias Wehrli Čároví: Balazs Kovacs Marc-Henri Progin |
| 34            | 34            | Střely   | 31                                                                      | Rozhodčí: Mark Wiegand Tobias Wehrli Čároví: Balazs Kovacs Marc-Henri Progin |

| 3. dubna 2015 19:00 | Norsko | 0 : 4 (0:1, 0:1, 0:2) | Česko | Kristins Hall, Lillehammer Návštěvnost: 984 |  |

| Zpráva      |             |                 | |                                                                                   |
| Lars Haugen | Lars Haugen | Brankáři        | Jakub Kovář | Rozhodčí: Per Gustav Solem Ole Stian Hansen Čároví: Remi Aasum Alexander Waldejer |
|             |             | 0:1 0:2 0:3 0:4 | 16:07 – V. Svačina (D. Simon) 32:42 – M. Růžička (J. Kolář) 52:01 – (PH1) V. Mozík (J. Jeřábek, P. Koukal) 57:08 – M. Zaťovič (J. Kovář) | Rozhodčí: Per Gustav Solem Ole Stian Hansen Čároví: Remi Aasum Alexander Waldejer |
| 12 min      | 12 min      | Tresty          | 8 min | Rozhodčí: Per Gustav Solem Ole Stian Hansen Čároví: Remi Aasum Alexander Waldejer |
| 13          | 13          | Střely          | 38 | Rozhodčí: Per Gustav Solem Ole Stian Hansen Čároví: Remi Aasum Alexander Waldejer |

| 3. dubna 2015 20:00 | Francie | 4 : 2 (1:1, 1:0, 2:1) | Dánsko | Patinoire du Forum Courchevel, Courchevel Návštěvnost: 1 200 |  |

| Zpráva | |                         |                                                                                                |                                                                              |
| Cristobal Huet | Cristobal Huet | Brankáři                | Patrick Galbraith                                                                              | Rozhodčí: Damien Bliek Laurent Garbay Čároví: Thomas Caillot Gwilherm Margry |
| Ch. Bertrand (L. Lamperier) – 05:17 L. Meunier (A. Manavian, F. Chakiachvili) (PH1) – 25:30 D. Fleury (T. Da Costa) (PH1) – 56:30 L. Meunier (PB) – 59:09 | Ch. Bertrand (L. Lamperier) – 05:17 L. Meunier (A. Manavian, F. Chakiachvili) (PH1) – 25:30 D. Fleury (T. Da Costa) (PH1) – 56:30 L. Meunier (PB) – 59:09 | 1:0 1:1 2:1 2:2 3:2 4:2 | 19:53 – (PH1) J. Karvinen (S. Gronvaldt, M. Green) 44:54 – S. Gronvaldt (M. Asperup, N. Zorko) | Rozhodčí: Damien Bliek Laurent Garbay Čároví: Thomas Caillot Gwilherm Margry |
| 20 + Teddy Da Costa 10 min | 20 + Teddy Da Costa 10 min | Tresty                  | 18 min                                                                                         | Rozhodčí: Damien Bliek Laurent Garbay Čároví: Thomas Caillot Gwilherm Margry |
| 16 | 16 | Střely                  | 29                                                                                             | Rozhodčí: Damien Bliek Laurent Garbay Čároví: Thomas Caillot Gwilherm Margry |

| 4. dubna 2015 16:00 | Bělorusko | 0 : 1 (0:1, 0:0, 0:0) | Lotyšsko | Sport Palace Lida, Lida Návštěvnost: 1 031 |  |

| Zpráva                    |                           |          |                                                     |                                                                             |
| Stepan Gorjačevskij       | Stepan Gorjačevskij       | Brankáři | Jānis Kalniņš                                       | Rozhodčí: Petr Amosov Maxim Sidorenko Čároví: Dmitrij Goljak Vasilij Koleda |
|                           |                           | 0:1      | 06:53 – (PH1) A. Džeriņš (M. Širokovs, M. Indrašis) | Rozhodčí: Petr Amosov Maxim Sidorenko Čároví: Dmitrij Goljak Vasilij Koleda |
| 12 + Ilja Kaznadej 10 min | 12 + Ilja Kaznadej 10 min | Tresty   | 16 + Aleksandrs Jerofejevs 10 min                   | Rozhodčí: Petr Amosov Maxim Sidorenko Čároví: Dmitrij Goljak Vasilij Koleda |
| 22                        | 22                        | Střely   | 17                                                  | Rozhodčí: Petr Amosov Maxim Sidorenko Čároví: Dmitrij Goljak Vasilij Koleda |

| 4. dubna 2015 17:00 | Norsko | 0 : 1 (0:0, 0:1, 0:0) | Česko | Kristins Hall, Lillehammer Návštěvnost: 465 |  |

| Zpráva         |                |          |                                        |                                                                                   |
| Steffen Søberg | Steffen Søberg | Brankáři | Jakub Kovář                            | Rozhodčí: Ole Stian Hansen Per Gustav Solem Čároví: Alexander Waldejer Remi Aasum |
|                |                | 0:1      | 29:37 – D. Simon (B. Jank, T. Zohorna) | Rozhodčí: Ole Stian Hansen Per Gustav Solem Čároví: Alexander Waldejer Remi Aasum |
| 2 min          | 2 min          | Tresty   | 10 min                                 | Rozhodčí: Ole Stian Hansen Per Gustav Solem Čároví: Alexander Waldejer Remi Aasum |
| 16             | 16             | Střely   | 28                                     | Rozhodčí: Ole Stian Hansen Per Gustav Solem Čároví: Alexander Waldejer Remi Aasum |

| 4. dubna 2015 17:00 | Slovensko | 3 : 1 (0:1, 2:0, 1:0) | Švédsko | Zimní stadion Ondreje Nepely, Bratislava Návštěvnost: 7 033 |  |

| Zpráva                                                                 |                                                                        |                 |                            |                                                                            |
| Július Hudáček                                                         | Július Hudáček                                                         | Brankáři        | Fredrik Pettersson-Wentzel | Rozhodčí: Vladimír Baluška Jozef Kubuš Čároví: Martin Korba Tibor Rovenský |
| D. Graňák – 25:44 M. Haščák (P. Lušňák) – 28:03 D. Gríger (PB) – 58:36 | D. Graňák – 25:44 M. Haščák (P. Lušňák) – 28:03 D. Gríger (PB) – 58:36 | 0:1 1:1 2:1 3:1 | 19:21 – D. Gunnarsson      | Rozhodčí: Vladimír Baluška Jozef Kubuš Čároví: Martin Korba Tibor Rovenský |
| 12 min                                                                 | 12 min                                                                 | Tresty          | 4 min                      | Rozhodčí: Vladimír Baluška Jozef Kubuš Čároví: Martin Korba Tibor Rovenský |
| 24                                                                     | 24                                                                     | Střely          | 33                         | Rozhodčí: Vladimír Baluška Jozef Kubuš Čároví: Martin Korba Tibor Rovenský |

| 4. dubna 2015 20:00 | Francie | 4 : 3 (1:2, 3:1, 0:0) | Dánsko | Palais des sports de Megève, Megève Návštěvnost: 2 875 |  |

| Zpráva | |                             | |                                                                              |
| Florian Hardy | Florian Hardy | Brankáři                    | Sebastian Dahm | Rozhodčí: Damien Bliek Laurent Garbay Čároví: Thomas Caillot Gwilherm Margry |
| R. Faure (V. Claireaux, R. Gaborit) – 18:30 Ch. Bertrand (B. Quessandier) (VO1) – 22:22 A. Manavian (L. Meunier, S. Treille) (PH1) – 27:33 D. Raux (A. Rech, Y. Treille) – 34:09 | R. Faure (V. Claireaux, R. Gaborit) – 18:30 Ch. Bertrand (B. Quessandier) (VO1) – 22:22 A. Manavian (L. Meunier, S. Treille) (PH1) – 27:33 D. Raux (A. Rech, Y. Treille) – 34:09 | 0:1 0:2 1:2 2:2 2:3 3:3 4:3 | 04:11 – S. Klarskov Nielsen (S. Zorko) 12:22 (PH1) – K. Starkov (M. Green, S. Gronvaldt) 25:39 (PH1) – J. Karvinen (K. Starkov, M. Green) | Rozhodčí: Damien Bliek Laurent Garbay Čároví: Thomas Caillot Gwilherm Margry |
| 10 + Damien Fleury 10 min | 10 + Damien Fleury 10 min | Tresty                      | 10 min | Rozhodčí: Damien Bliek Laurent Garbay Čároví: Thomas Caillot Gwilherm Margry |
| 17 | 17 | Střely                      | 27 | Rozhodčí: Damien Bliek Laurent Garbay Čároví: Thomas Caillot Gwilherm Margry |

| 5. dubna 2015 20:00 | Německo | 0 : 3 (0:1, 0:1, 0:1) | Rusko | König-Pilsener-Arena, Oberhausen Návštěvnost: 5 372 |  |

| Zpráva               |                      |             | |                                                    |
| Danny aus den Birken | Danny aus den Birken | Brankáři    | Konstantin Barulin | Rozhodčí: Markus Krawinkel Čároví: Joep Leermakers |
|                      |                      | 0:1 0:2 0:3 | 11:48 (PH1) – S. Mozjakin (D. Zaripov, A. Popov) 28:39 (PH1) – A. Popov (S. Mozjakin, D. Zaripov) 50:29 (PH2) – S. Mozjakin (D. Zaripov, A. Popov) | Rozhodčí: Markus Krawinkel Čároví: Joep Leermakers |
| 20 min               | 20 min               | Tresty      | 20 + Sergej Plotnikov 10 min | Rozhodčí: Markus Krawinkel Čároví: Joep Leermakers |

| 6. dubna 2015 16:30 | Německo | 2 : 3 SN (0:1, 0:1, 2:0 ; 0:0 ; 0:1) | Rusko | König-Pilsener-Arena, Oberhausen Návštěvnost: 4 321 |  |

| Zpráva | |                                    | |  |
| Danny aus den Birken                                                                                                | Danny aus den Birken                                                                                                | Brankáři                           | Alexandr Šaryčenkov |  |
| Y. Ehliz (P. Reimer, D. Pietta) (PH1) – 45:15 P. Reimer (M. Wolf) (PH1) – 47:39 L. Pföderl P. Reimer T. Oppenheimer | Y. Ehliz (P. Reimer, D. Pietta) (PH1) – 45:15 P. Reimer (M. Wolf) (PH1) – 47:39 L. Pföderl P. Reimer T. Oppenheimer | 0:1 0:2 1:2 2:2 Samostatné nájezdy | 08:08 (PH1) – P. Koledov (J. Averin, J. Timkin) 39:29 – A. Jarullin (D. Kokarev, D. Apalkov) D. Kagarlickij N. Sošnikov |  |
| 24 min | 24 min | Tresty                             | 18 min |  |

### 2. kolo
| 8. dubna 2015 19:45 | Švýcarsko | 3 : 4 PP (0:0, 1:1, 2:2 ; 0:1) | Rusko | Patinoire des Vernets, Ženeva Návštěvnost: 5 457 |  |

| Zpráva                                                                    |                                                                           |                             | |                                                                |
| Daniel Manzato                                                            | Daniel Manzato                                                            | Brankáři                    | Alexej Murjgin | Rozhodčí: Andreas Koch Čároví: Balazs Kovacs Marc-Henri Progin |
| R. Suri (D. Schlumpf) – 27:28 J. Walker – 47:24 G. Haas (R. Suri) – 56:35 | R. Suri (D. Schlumpf) – 27:28 J. Walker – 47:24 G. Haas (R. Suri) – 56:35 | 0:1 1:1 1:2 2:2 3:2 3:3 3:4 | 26:20 (PH1) – S. Mozjakin (D. Zaripov, A. Popov) 42:48 – S. Širokov (D. Zaripov) 58:30 – A. Popov (D. Kokarev) 61:54 (PH1) – S. Mozjakin (D. Zaripov, V. Antipin) | Rozhodčí: Andreas Koch Čároví: Balazs Kovacs Marc-Henri Progin |
| 12 min                                                                    | 12 min                                                                    | Tresty                      | 6 min | Rozhodčí: Andreas Koch Čároví: Balazs Kovacs Marc-Henri Progin |
| 31                                                                        | 31                                                                        | Střely                      | 38 | Rozhodčí: Andreas Koch Čároví: Balazs Kovacs Marc-Henri Progin |

| 9. dubna 2015 17:00 | Česko | 3 : 2 SN (1:1, 1:0, 0:1 ; 0:0 ; 1:0) | Slovensko | Horácký zimní stadion Jihlava, Jihlava Návštěvnost: 3 742 |  |

| Zpráva | |                                    | |                                                                            |
| Jakub Kovář | Jakub Kovář | Brankáři                           | Július Hudáček                                                                                                   | Rozhodčí: Pavel Hodek Vladimír Šindler Čároví: Jaromír Bláha David Jelínek |
| J. Kolář (J. Novotný) (SV) – 14:06 M. Pláněk (L. Radil, T. Zohorna) – 34:36 V. Svačina T. Filippi J. Kovář J. Kovář | J. Kolář (J. Novotný) (SV) – 14:06 M. Pláněk (L. Radil, T. Zohorna) – 34:36 V. Svačina T. Filippi J. Kovář J. Kovář | 0:1 1:1 2:1 2:2 Samostatné nájezdy | 12:40 (PH1) – M. Bartovič (Ch. Jaroš) 51:19 – M. Bartovič (M. Bližňák) J. Sýkora M. Bartovič P. Lušňák P. Lušňák | Rozhodčí: Pavel Hodek Vladimír Šindler Čároví: Jaromír Bláha David Jelínek |
| 14 min | 14 min | Tresty                             | 14 min | Rozhodčí: Pavel Hodek Vladimír Šindler Čároví: Jaromír Bláha David Jelínek |
| 26 | 26 | Střely                             | 15 | Rozhodčí: Pavel Hodek Vladimír Šindler Čároví: Jaromír Bláha David Jelínek |

| 9. dubna 2015 18:30 | Finsko | 4 : 0 (0:0, 2:0, 2:0) | Německo | Isku Areena, Lahti Návštěvnost: 4 097 |  |

| Zpráva | |                 |                |                                                                           |
| Atte Engren | Atte Engren | Brankáři        | Andreas Jenike | Rozhodčí: Petri Lindqvist Jari Suorsa Čároví: Hannu Sormunen Jani Pesonen |
| P. Kontiola (A. Salmela, J. Aaltonen) (PH2) – 23:15 A. Pihlström – 34:04 O. Louhivaara (E. Lindell, T. Mäntylä) (PH1) – 54:12 J-P. Hytönen (O. Louhivaara, O. Osala) – 57:39 | P. Kontiola (A. Salmela, J. Aaltonen) (PH2) – 23:15 A. Pihlström – 34:04 O. Louhivaara (E. Lindell, T. Mäntylä) (PH1) – 54:12 J-P. Hytönen (O. Louhivaara, O. Osala) – 57:39 | 1:0 2:0 3:0 4:0 |                | Rozhodčí: Petri Lindqvist Jari Suorsa Čároví: Hannu Sormunen Jani Pesonen |
| 2 min | 2 min | Tresty          | 10 min         | Rozhodčí: Petri Lindqvist Jari Suorsa Čároví: Hannu Sormunen Jani Pesonen |
| 34 | 34 | Střely          | 12             | Rozhodčí: Petri Lindqvist Jari Suorsa Čároví: Hannu Sormunen Jani Pesonen |

| 9. dubna 2015 19:30 | Dánsko | 3 : 1 (2:1, 0:0, 1:0) | Bělorusko | Nordjyske Arena, Aalborg Návštěvnost: 1 628 |  |

| Zpráva                                                                                |                                                                                       |                 |                                              |                                          |
| Sebastian Dahm                                                                        | Sebastian Dahm                                                                        | Brankáři        | Igor Brikun Dmitrij Milčakov (od 21. minuty) | Rozhodčí: Håvar Dahl Čároví: René Jensen |
| M. Eller – 05:10 J. Jakobsen (P. Brugisser) – 18:18 J. Jensen (E. Kristensen) – 41:26 | M. Eller – 05:10 J. Jakobsen (P. Brugisser) – 18:18 J. Jensen (E. Kristensen) – 41:26 | 1:0 1:1 2:1 3:1 | 13:30 – A. Gavrus (A. Kulakov)               | Rozhodčí: Håvar Dahl Čároví: René Jensen |
| 10 + Mathias Bau Hansen 10 min                                                        | 10 + Mathias Bau Hansen 10 min                                                        | Tresty          | 14 + Andrej Stěpanov 10 min                  | Rozhodčí: Håvar Dahl Čároví: René Jensen |
| 13                                                                                    | 13                                                                                    | Střely          | 26                                           | Rozhodčí: Håvar Dahl Čároví: René Jensen |

| 9. dubna 2015 19:30 | Lotyšsko | 1 : 2 (1:2, 0:0, 0:0) | Francie | Arena Riga, Riga Návštěvnost: 2 451 |  |

| Zpráva                         |                                |             |                                                                                |                                                                             |
| Elvis Merzļikins               | Elvis Merzļikins               | Brankáři    | Cristobal Huet                                                                 | Rozhodčí: Andris Ansons Eduard Odins Čároví: Andrejs Jakovlevs Kriss Kupcus |
| R. Ābols (L. Bajaruns) – 06:53 | R. Ābols (L. Bajaruns) – 06:53 | 1:0 1:1 1:2 | 14:23 – T. Trabichet (D. Fleury) 16:40 – L. Lampérier (D. Fleury, T. Da Costa) | Rozhodčí: Andris Ansons Eduard Odins Čároví: Andrejs Jakovlevs Kriss Kupcus |
| 2 min                          | 2 min                          | Tresty      | 6 min                                                                          | Rozhodčí: Andris Ansons Eduard Odins Čároví: Andrejs Jakovlevs Kriss Kupcus |
| 26                             | 26                             | Střely      | 21                                                                             | Rozhodčí: Andris Ansons Eduard Odins Čároví: Andrejs Jakovlevs Kriss Kupcus |

| 10. dubna 2015 18:00 | Česko | 3 : 1 (2:0, 0:0, 1:1) | Slovensko | Horácký zimní stadion Jihlava, Jihlava Návštěvnost: 5 274 |  |

| Zpráva | |                 |                                         |                                                                           |
| Jakub Kovář Matěj Machovský (od 32. minuty)                                                                       | Jakub Kovář Matěj Machovský (od 32. minuty)                                                                       | Brankáři        | Július Hudáček                          | Rozhodčí: Pavel Hodek Vladimír Šindler Čároví: Jaromír Bláha Jiří Svoboda |
| M. Zaťovič (J. Nakládal, M. Růžička) – 00:46 D. Simon (L. Radil, V. Mozík) – 07:34 J. Valský (T. Zohorna) – 53:52 | M. Zaťovič (J. Nakládal, M. Růžička) – 00:46 D. Simon (L. Radil, V. Mozík) – 07:34 J. Valský (T. Zohorna) – 53:52 | 1:0 2:0 2:1 3:1 | 49:32 – L. Hudáček (A. Šťastný, R. Dej) | Rozhodčí: Pavel Hodek Vladimír Šindler Čároví: Jaromír Bláha Jiří Svoboda |
| 18 min | 18 min | Tresty          | 24 min                                  | Rozhodčí: Pavel Hodek Vladimír Šindler Čároví: Jaromír Bláha Jiří Svoboda |
| 32 | 32 | Střely          | 19                                      | Rozhodčí: Pavel Hodek Vladimír Šindler Čároví: Jaromír Bláha Jiří Svoboda |

| 10. dubna 2015 18:30 | Finsko | 6 : 1 (2:1, 2:0, 2:0) | Německo | Barona Areena, Espoo Návštěvnost: 3 146 |  |

| Zpráva | |                             |                  |                                                                                  |
| Juuse Saros | Juuse Saros | Brankáři                    | Felix Brückmann  | Rozhodčí: Petri Lindqvist Aleksi Rantala Čároví: Markus Hägerström Pasi Nieminen |
| E. Lindell (A. Ohtamaa, J-P. Hytönen) (PH1) – 07:46 T. Huhtala (J-P. Hytönen, J. Joensuu) – 13:57 H. Pesonen (J. Hietanen, L. Petrell) – 22:51 S. Salminen – 28:06 J. Aaltonen (P. Kontiola, O. Osala) – 47:54 J. Immonen (S. Salminen, S. Lepistö) – 50:21 | E. Lindell (A. Ohtamaa, J-P. Hytönen) (PH1) – 07:46 T. Huhtala (J-P. Hytönen, J. Joensuu) – 13:57 H. Pesonen (J. Hietanen, L. Petrell) – 22:51 S. Salminen – 28:06 J. Aaltonen (P. Kontiola, O. Osala) – 47:54 J. Immonen (S. Salminen, S. Lepistö) – 50:21 | 1:0 2:0 2:1 3:1 4:1 5:1 6:1 | 16:06 – L. Braun | Rozhodčí: Petri Lindqvist Aleksi Rantala Čároví: Markus Hägerström Pasi Nieminen |
| 6 min | 6 min | Tresty                      | 6 min            | Rozhodčí: Petri Lindqvist Aleksi Rantala Čároví: Markus Hägerström Pasi Nieminen |

| 10. dubna 2015 19:00 | Švédsko | 3 : 2 (2:0, 0:1, 1:1) | Norsko | Arena Oskarshamn, Oskarshamn Návštěvnost: 3 015 |  |

| Zpráva | |                     |                                                                                     |                                                                          |
| Joel Lassinantti | Joel Lassinantti | Brankáři            | Lars Haugen                                                                         | Rozhodčí: Marcus Linde Mikael Holm Čároví: Ludvig Lundgren Johan Löfgren |
| C. Andersson (S. Kronwall, J. Nygård) – 12:09 A. Thuresson (P. Åslund, L. Wallmark) (PH1) – 14:34 M. Sörensen (F. Sandberg, J. Motin) – 51:33 | C. Andersson (S. Kronwall, J. Nygård) – 12:09 A. Thuresson (P. Åslund, L. Wallmark) (PH1) – 14:34 M. Sörensen (F. Sandberg, J. Motin) – 51:33 | 1:0 2:0 2:1 3:1 3:2 | 31:55 – J. Djupvik Løvlie (S. Thoresen, J. Holøs) 56:12 (PH1) – M. Trygg (J. Holøs) | Rozhodčí: Marcus Linde Mikael Holm Čároví: Ludvig Lundgren Johan Löfgren |
| 2 min | 2 min | Tresty              | 6 min                                                                               | Rozhodčí: Marcus Linde Mikael Holm Čároví: Ludvig Lundgren Johan Löfgren |
| 24 | 24 | Střely              | 16                                                                                  | Rozhodčí: Marcus Linde Mikael Holm Čároví: Ludvig Lundgren Johan Löfgren |

| 10. dubna 2015 19:30 | Lotyšsko | 0 : 1 (0:0, 0:1, 0:0) | Francie | Arena Riga, Riga Návštěvnost: 3 032 |  |

| Zpráva                                         |                                                |          |                                              |                                                                                     |
| Jānis Kalniņš Ervīns Muštukovs (od 30. minuty) | Jānis Kalniņš Ervīns Muštukovs (od 30. minuty) | Brankáři | Cristobal Huet                               | Rozhodčí: Fredrik Altberg Gints Zviedrītis Čároví: Elvijs Trankalis Edvards Briedis |
|                                                |                                                | 0:1      | 36:00 – Ch. Bertrand (S. Treille, Y. Auvitu) | Rozhodčí: Fredrik Altberg Gints Zviedrītis Čároví: Elvijs Trankalis Edvards Briedis |
| 6 min                                          | 6 min                                          | Tresty   | 8 min                                        | Rozhodčí: Fredrik Altberg Gints Zviedrītis Čároví: Elvijs Trankalis Edvards Briedis |
| 23                                             | 23                                             | Střely   | 26                                           | Rozhodčí: Fredrik Altberg Gints Zviedrītis Čároví: Elvijs Trankalis Edvards Briedis |

| 10. dubna 2015 19:45 | Švýcarsko | 3 : 2 SN (1:1, 1:0, 0:1 ; 0:0 ; 1:0) | Rusko | Patinoire des Mélèzes, La Chaux-de-Fonds Návštěvnost: 5 547 |  |

| Zpráva                                                                                                   | |                                    | |                           |
| Benjamin Conz                                                                                            | Benjamin Conz                                                                                            | Brankáři                           | Alexej Murjgin                                                                                                 | Čároví: Michaël Tscherrig |
| J. Walker – 09:52 D. Hollenstein (L. Martschini) – 29:17 D. Hollenstein L. Martschini R. Loeffel R. Suri | J. Walker – 09:52 D. Hollenstein (L. Martschini) – 29:17 D. Hollenstein L. Martschini R. Loeffel R. Suri | 1:0 1:1 2:1 2:2 Samostatné nájezdy | 10:21 – V. Galuzin (P. Černov) 44:28 – S. Plotnikov (S. Širokov) S. Širokov N. Sošnikov D. Apalkov N. Sošnikov | Čároví: Michaël Tscherrig |
| 12 min                                                                                                   | 12 min                                                                                                   | Tresty                             | 8 min | Čároví: Michaël Tscherrig |
| 22 | 22 | Střely                             | 23 | Čároví: Michaël Tscherrig |

| 11. dubna 2015 15:00 | Švédsko | 4 : 1 (1:0, 1:1, 2:0) | Norsko | Himmelstalundshallen, Norrköping Návštěvnost: 2 851 |  |

| Zpráva | |                     |                                                  |                                                                               |
| Joel Lassinantti | Joel Lassinantti | Brankáři            | Lars Haugen                                      | Rozhodčí: Marcus Linde Mikael Sjöqvist Čároví: Fredrik Altberg Emil Wernström |
| L. Wallmark (A. Petersson, S. Kronwall) – 16:45 A. Bengtsson (M. Sörensen, S. Kronwall) (PH1) – 22:09 A. Petersson (M. Johansson, L. Wallmark) – 45:59 A. Petersson (J. Ahnelöv, L. Wallmark) – 54:16 | L. Wallmark (A. Petersson, S. Kronwall) – 16:45 A. Bengtsson (M. Sörensen, S. Kronwall) (PH1) – 22:09 A. Petersson (M. Johansson, L. Wallmark) – 45:59 A. Petersson (J. Ahnelöv, L. Wallmark) – 54:16 | 1:0 2:0 2:1 3:1 4:1 | 24:30 – R. Dahlstrøm (T. Valkvæ Olsen, A. Stene) | Rozhodčí: Marcus Linde Mikael Sjöqvist Čároví: Fredrik Altberg Emil Wernström |
| 4 min | 4 min | Tresty              | 10 min                                           | Rozhodčí: Marcus Linde Mikael Sjöqvist Čároví: Fredrik Altberg Emil Wernström |
| 41 | 41 | Střely              | 18                                               | Rozhodčí: Marcus Linde Mikael Sjöqvist Čároví: Fredrik Altberg Emil Wernström |

| 11. dubna 2015 18:15 | Dánsko | 6 : 1 (2:0, 1:1, 3:0) | Bělorusko | Odense Isstadion, Odense Návštěvnost: 1 208 |  |

| Zpráva | |                             |                             |                             |
| Patrick Galbraith | Patrick Galbraith | Brankáři                    | Dmitrij Milčakov            | Rozhodčí: Markus Hägerström |
| E. Kristensen (J. Jensen) (PH1) – 02:20 P. Bjorkstrand (F. Storm, J. Jensen) – 13:56 F. Storm (J. B. Jensen) (PH1) – 23:55 F. Storm (P. Bjorkstrand, J. Jensen) (PH1) – 48:22 K. Staal (J. B. Jensen, D. Nielsen) (PH2) – 53:19 M. Green (M. Poulsen, D. Nielsen) (PH1) – 55:57 | E. Kristensen (J. Jensen) (PH1) – 02:20 P. Bjorkstrand (F. Storm, J. Jensen) – 13:56 F. Storm (J. B. Jensen) (PH1) – 23:55 F. Storm (P. Bjorkstrand, J. Jensen) (PH1) – 48:22 K. Staal (J. B. Jensen, D. Nielsen) (PH2) – 53:19 M. Green (M. Poulsen, D. Nielsen) (PH1) – 55:57 | 1:0 2:0 3:0 3:1 4:1 5:1 6:1 | 35:32 – A. Kitarov          | Rozhodčí: Markus Hägerström |
| 10 + Jesper B. Jensen 10 min | 10 + Jesper B. Jensen 10 min | Tresty                      | 20 + Andrej Stěpanov 10 min | Rozhodčí: Markus Hägerström |
| 31 | 31 | Střely                      | 25                          | Rozhodčí: Markus Hägerström |

### 3. kolo
| 16. dubna 2015 17:00 | Slovensko | 4 : 5 SN (1:2, 2:0, 1:2 ; 0:0 ; 0:1) | Bělorusko | Steel Aréna, Košice Návštěvnost: 7 045 |  |

| Zpráva | |                                                    | |                                                                             |
| Július Hudáček | Július Hudáček | Brankáři                                           | Igor Brikun | Rozhodčí: Vladimír Baluška Jozef Kubuš Čároví: Rastislav Gajan Martin Smrek |
| I. Baranka (L. Nagy, T. Marcinko) – 00:13 M. Ďaloga (M. Miklík) (PH1) – 21:41 M. Miklík (M. Viedenský, J. Mikúš) – 31:40 P. Podhradský – 55:04 R. Tybor M. Haščák | I. Baranka (L. Nagy, T. Marcinko) – 00:13 M. Ďaloga (M. Miklík) (PH1) – 21:41 M. Miklík (M. Viedenský, J. Mikúš) – 31:40 P. Podhradský – 55:04 R. Tybor M. Haščák | 1:0 1:1 1:2 2:2 3:2 3:3 3:4 4:4 Samostatné nájezdy | 01:02 (PH1) – A. Kaljužnij (A. Kosticyn) 19:31 – J. Kovyršin (S. Drozd, A. Kulakov) 47:21 (PH1) – A. Stěpanov (A. Jefimenko) 50:27 (PH1) – S. Děmagin (A. Gavrus, A. Kosticyn) A. Kosticyn A. Stěpanov | Rozhodčí: Vladimír Baluška Jozef Kubuš Čároví: Rastislav Gajan Martin Smrek |
| 18 + Ladislav Nagy 10 min | 18 + Ladislav Nagy 10 min | Tresty                                             | 10 + Nikolaj Stasenko 10 min | Rozhodčí: Vladimír Baluška Jozef Kubuš Čároví: Rastislav Gajan Martin Smrek |
| 33 | 33 | Střely                                             | 39 | Rozhodčí: Vladimír Baluška Jozef Kubuš Čároví: Rastislav Gajan Martin Smrek |

| 16. dubna 2015 17:30 | Finsko | 3 : 0 (0:0, 1:0, 2:0) Součást EHT | Rusko | Tampereen jäähalli, Tampere, Finsko Návštěvnost: 7 131 |  |

| Zpráva | |             |                    |                                                                              |
| Atte Engren | Atte Engren | Brankáři    | Konstantin Barulin | Rozhodčí: Mikael Sjökvist Linus Öhlund Čároví: Masi Puolakka Sakari Suominen |
| T. Huhtala (T. Hartikainen, J. Immonen) – 25:42 S. Lepistö (J. Immonen) – 58:15 P. Kontiola (O. Osala, A. Salmela) (PB) – 59:45 | T. Huhtala (T. Hartikainen, J. Immonen) – 25:42 S. Lepistö (J. Immonen) – 58:15 P. Kontiola (O. Osala, A. Salmela) (PB) – 59:45 | 1:0 2:0 3:0 |                    | Rozhodčí: Mikael Sjökvist Linus Öhlund Čároví: Masi Puolakka Sakari Suominen |
| 6 min | 6 min | Tresty      | 4 min              | Rozhodčí: Mikael Sjökvist Linus Öhlund Čároví: Masi Puolakka Sakari Suominen |
| 28 | 28 | Střely      | 16                 | Rozhodčí: Mikael Sjökvist Linus Öhlund Čároví: Masi Puolakka Sakari Suominen |

| 16. dubna 2015 19:15 | Německo | 3 : 0 (1:0, 1:0, 1:0) | Francie | Bundesleistungszentrum für Eishockey, Füssen Návštěvnost: 1 810 |  |

| Zpráva                                                                                         |                                                                                                |             |                                                         |                                                                           |
| Danny aus den Birken                                                                           | Danny aus den Birken                                                                           | Brankáři    | Henri-Corentin Buysse Clément Fouquerel (od 30. minuty) | Rozhodčí: Simon Aicher Robert Paule Čároví: Gabriel Gaube David Tschirner |
| Y. Ehliz (M. Noebels) – 19:29 Y. Ehliz – 31:50 T. Oppenheimer (N. Krämmer, B. Raedeke) – 42:32 | Y. Ehliz (M. Noebels) – 19:29 Y. Ehliz – 31:50 T. Oppenheimer (N. Krämmer, B. Raedeke) – 42:32 | 1:0 2:0 3:0 |                                                         | Rozhodčí: Simon Aicher Robert Paule Čároví: Gabriel Gaube David Tschirner |
| 16 min                                                                                         | 16 min                                                                                         | Tresty      | 10 min                                                  | Rozhodčí: Simon Aicher Robert Paule Čároví: Gabriel Gaube David Tschirner |
| 31                                                                                             | 31                                                                                             | Střely      | 23                                                      | Rozhodčí: Simon Aicher Robert Paule Čároví: Gabriel Gaube David Tschirner |

| 16. dubna 2015 19:30 | Dánsko | 3 : 6 (1:1, 1:2, 1:3) | Švýcarsko | Hørsholm Skøjtehal, Rungsted Návštěvnost: 2 015 |  |

| Zpráva | |                                     | |  |
| Patrick Galbraith | Patrick Galbraith | Brankáři                            | Daniel Manzato |  |
| M. Madsen (N. Hardt, J. Jakobsen) – 02:00 M. Madsen (N. Hardt, J. Jakobsen) – 27:50 R. Nielsen (A. Poulsen, M. Bau Hansen) – 56:11 | M. Madsen (N. Hardt, J. Jakobsen) – 02:00 M. Madsen (N. Hardt, J. Jakobsen) – 27:50 R. Nielsen (A. Poulsen, M. Bau Hansen) – 56:11 | 1:0 1:1 1:2 2:2 2:3 2:4 2:5 2:6 3:6 | 06:23 (PH2) – R. Loeffel (E. Blum) 21:21 (PH1) – L. Martschini (R. Grossmann, R. Loeffel) 29:56 – C. Almond (G. Haas, R. Suri) 42:24 (PH1) – G. Haas (Ch. Bertschy) 47:51 – T. Scherwey (R. Sannitz, J. Genazzi) 54:03 – D. Hollenstein (Ch. Bertschy) |  |
| 12 min | 12 min | Tresty                              | 6 min |  |
| 21 | 21 | Střely                              | 25 |  |

| 17. dubna 2015 19:00 | Švédsko | 1 : 4 (0:1, 0:0, 1:3) Součást EHT | Česko | T3 Center, Umeå Návštěvnost: 4 520 |  |

| Zpráva                            |                                   |                     | |                                                                                  |
| Joel Lassinantti                  | Joel Lassinantti                  | Brankáři            | Jakub Kovář | Rozhodčí: Aleksi Rantala Jari-Pekka Pajula Čároví: Anders Ahlström Johannes Käck |
| M. Sörensen (L. Wallmark) – 45:25 | M. Sörensen (L. Wallmark) – 45:25 | 0:1 0:2 1:2 1:3 1:4 | 07:55 – M. Zaťovič (L. Radil, P. Koukal) 42:46 – A. Polášek (J. Buchtele, L. Radil) 50:02 – L. Radil (J. Buchtele) 58:49 – (PB) L. Radil | Rozhodčí: Aleksi Rantala Jari-Pekka Pajula Čároví: Anders Ahlström Johannes Käck |
| 6 min                             | 6 min                             | Tresty              | 6 min | Rozhodčí: Aleksi Rantala Jari-Pekka Pajula Čároví: Anders Ahlström Johannes Käck |
| 24                                | 24                                | Střely              | 30 | Rozhodčí: Aleksi Rantala Jari-Pekka Pajula Čároví: Anders Ahlström Johannes Käck |

| 17. dubna 2015 19:00 | Norsko | 2 : 1 (1:0, 0:1, 1:0) | Lotyšsko | Bergenshallen, Bergen Návštěvnost: 1 647 |  |

| Zpráva                                                                                              | |             |                                       |                                                                                            |
| Lars Volden                                                                                         | Lars Volden                                                                                         | Brankáři    | Edgars Masaļskis                      | Rozhodčí: Owe Lüthcke Tommy Søstumoen Čároví: Kai Gunnar Thøger-Andresen Knut Einar Bråten |
| A. Martinsen (A. Bastiansen, K. A. Olimb) – 00:54 J. Djupvik Løvlie (K. A. Olimb, M. Olimb) – 48:09 | A. Martinsen (A. Bastiansen, K. A. Olimb) – 00:54 J. Djupvik Løvlie (K. A. Olimb, M. Olimb) – 48:09 | 1:0 1:1 2:1 | 27:07 (PH1) – K. Rēdlihs (M. Rēdlihs) | Rozhodčí: Owe Lüthcke Tommy Søstumoen Čároví: Kai Gunnar Thøger-Andresen Knut Einar Bråten |
| 14 + Mats Rosseli Olsen 20 min                                                                      | 14 + Mats Rosseli Olsen 20 min                                                                      | Tresty      | 20 min                                | Rozhodčí: Owe Lüthcke Tommy Søstumoen Čároví: Kai Gunnar Thøger-Andresen Knut Einar Bråten |
| 23                                                                                                  | 23                                                                                                  | Střely      | 19                                    | Rozhodčí: Owe Lüthcke Tommy Søstumoen Čároví: Kai Gunnar Thøger-Andresen Knut Einar Bråten |

| 18. dubna 2015 13:00 | Finsko | 4 : 2 (2:1, 2:0, 0:1) Součást EHT | Rusko | Hartwall Arena, Helsinky Návštěvnost: 7 661 |  |

| Zpráva | |                         |                                                                  |                                                                              |
| Juuse Saros | Juuse Saros | Brankáři                | Konstantin Barulin                                               | Rozhodčí: Linus Öhlund Mikael Sjökvist Čároví: Sakari Suominen Masi Puolakka |
| O. Louhivaara (T. Huhtala) – 02:02 O. Louhivaara (V. Lajunen, T. Huhtala) – 04:31 E. Lindell (P. Kontiola) (PH1) – 26:35 L. Petrell (P. Wirtanen, H. Pesonen) – 36:03 | O. Louhivaara (T. Huhtala) – 02:02 O. Louhivaara (V. Lajunen, T. Huhtala) – 04:31 E. Lindell (P. Kontiola) (PH1) – 26:35 L. Petrell (P. Wirtanen, H. Pesonen) – 36:03 | 1:0 2:0 2:1 3:1 4:1 4:2 | 19:56 – A. Slepyšev (M. Karpov) 57:33 – J. Birjukov (S. Širokov) | Rozhodčí: Linus Öhlund Mikael Sjökvist Čároví: Sakari Suominen Masi Puolakka |
| 6 min | 6 min | Tresty                  | 2 min                                                            | Rozhodčí: Linus Öhlund Mikael Sjökvist Čároví: Sakari Suominen Masi Puolakka |
| 22 | 22 | Střely                  | 32                                                               | Rozhodčí: Linus Öhlund Mikael Sjökvist Čároví: Sakari Suominen Masi Puolakka |

| 18. dubna 2015 16:00 | Norsko | 7 : 3 (3:2, 1:0, 3:1) | Lotyšsko | Bergenshallen, Bergen Návštěvnost: 1 598 |  |

| Zpráva | |                                         | |                                                                                            |
| Lars Haugen | Lars Haugen | Brankáři                                | Elvis Merzļikins | Rozhodčí: Owe Lüthcke Tommy Søstumoen Čároví: Kai Gunnar Thøger-Andresen Knut Einar Bråten |
| A. Stene (N. Roest, S. Thoresen) – 02:45 M. Frøshaug (M. Ask) – 05:19 A. Bastiansen (J. Djupvik Løvlie, T. Valkvæ Olsen) (PH1) – 10:47 K. A. Olimb (D. Sørvik, M. Rosseli Olsen) (PH1) – 30:13 M. Nørstebø (K. A. Olimb, A. Martinsen) (PH2) – 47:36 S. Thoresen (H. Ødegaard, A. Stene) – 56:04 J. Holøs (A. Bastiansen, M. Rosseli Olsen) (PH1) – 59:30 | A. Stene (N. Roest, S. Thoresen) – 02:45 M. Frøshaug (M. Ask) – 05:19 A. Bastiansen (J. Djupvik Løvlie, T. Valkvæ Olsen) (PH1) – 10:47 K. A. Olimb (D. Sørvik, M. Rosseli Olsen) (PH1) – 30:13 M. Nørstebø (K. A. Olimb, A. Martinsen) (PH2) – 47:36 S. Thoresen (H. Ødegaard, A. Stene) – 56:04 J. Holøs (A. Bastiansen, M. Rosseli Olsen) (PH1) – 59:30 | 1:0 1:1 2:1 3:1 3:2 4:2 5:2 6:2 6:3 7:3 | 03:20 – J. Sprukts (M. Rēdlihs, L. Dārziņš) 14:00 (PH1) – A. Džeriņš (K. Daugaviņš, R. Bukarts) 57:31 (VO2) – E. Muštukovs | Rozhodčí: Owe Lüthcke Tommy Søstumoen Čároví: Kai Gunnar Thøger-Andresen Knut Einar Bråten |
| 16 min | 16 min | Tresty                                  | 24 + Kaspars Daugaviņš 20 a Lauris Dārziņš 10 min                                                                          | Rozhodčí: Owe Lüthcke Tommy Søstumoen Čároví: Kai Gunnar Thøger-Andresen Knut Einar Bråten |
| 27 | 27 | Střely                                  | 19 | Rozhodčí: Owe Lüthcke Tommy Søstumoen Čároví: Kai Gunnar Thøger-Andresen Knut Einar Bråten |

| 18. dubna 2015 17:00 | Slovensko | 5 : 2 (4:0, 0:2, 1:0) | Bělorusko | Zimní stadion města Poprad, Poprad Návštěvnost: 4 172 |  |

| Zpráva | |                             |                                                                         |                                                                         |
| Ján Laco | Ján Laco | Brankáři                    | Stepan Gorjačevskij Dmitrij Milčakov (od 10. minuty)                    | Rozhodčí: Vladimír Baluška Peter Jonák Čároví: Lukáš Kacej Martin Smrek |
| M. Bližňák (M. Bartovič) (PH1) – 01:47 M. Miklík (M. Réway, M. Ďaloga) (PH1) – 07:46 P. Lušňák (R. Tybor, M. Haščák) – 09:37 J. Mikuš (M. Réway) – 14:07 L. Hudáček (M. Jurčina, M. Haščák) – 48:10 | M. Bližňák (M. Bartovič) (PH1) – 01:47 M. Miklík (M. Réway, M. Ďaloga) (PH1) – 07:46 P. Lušňák (R. Tybor, M. Haščák) – 09:37 J. Mikuš (M. Réway) – 14:07 L. Hudáček (M. Jurčina, M. Haščák) – 48:10 | 1:0 2:0 3:0 4:0 4:1 4:2 5:2 | 28:39 – A. Kosticyn (A. Gavrus, A. Kaljužnij) 38:18 (ts.) – J. Kovyršin | Rozhodčí: Vladimír Baluška Peter Jonák Čároví: Lukáš Kacej Martin Smrek |
| 10 min | 10 min | Tresty                      | 14 min                                                                  | Rozhodčí: Vladimír Baluška Peter Jonák Čároví: Lukáš Kacej Martin Smrek |
| 41 | 41 | Střely                      | 19                                                                      | Rozhodčí: Vladimír Baluška Peter Jonák Čároví: Lukáš Kacej Martin Smrek |

| 18. dubna 2015 17:00 | Dánsko | 0 : 1 PP (0:0, 0:0, 0:0 ; 0:1) | Švýcarsko | Rødovre Skøjte Arena, Rødovre Návštěvnost: 1 743 |  |

| Zpráva                                           |                                                  |          |                                                   |  |
| Patrick Galbraith Sebastian Dahm (od 21. minuty) | Patrick Galbraith Sebastian Dahm (od 21. minuty) | Brankáři | Benjamin Conz                                     |  |
|                                                  |                                                  | 0:1      | 63:39 (PH1) – R. Suri (R. Loeffel, L. Martschini) |  |
| 14 + Frederik Storm 10 min                       | 14 + Frederik Storm 10 min                       | Tresty   | 10 min                                            |  |
| 12                                               | 12                                               | Střely   | 25                                                |  |

| 18. dubna 2015 20:15 | Německo | 4 : 3 (3:0, 1:1, 0:2) | Francie | Eissporthalle Ravensbourg, Ravensburg Návštěvnost: 2 780 |  |

| Zpráva | |                             | |                                                                          |
| Felix Brückmann | Felix Brückmann | Brankáři                    | Florian Hardy Henri-Corentin Buysse (od 14. minuty)                                                                              | Rozhodčí: Bastian Haupt Marcus Brill Čároví: Dominik Erdle Andreas Hofer |
| Y. Ehliz (D. Pietta, J. Krueger) (PH1) – 01:10 B. Raedeke (Y. Ehliz, N. Krämmer) (SV) – 03:21 B. Krupp (M. Noebels, Y. Ehliz) – 13:39 S. Daschner (B. Ebener, T. Oppenheimer) (PH1) – 21:40 | Y. Ehliz (D. Pietta, J. Krueger) (PH1) – 01:10 B. Raedeke (Y. Ehliz, N. Krämmer) (SV) – 03:21 B. Krupp (M. Noebels, Y. Ehliz) – 13:39 S. Daschner (B. Ebener, T. Oppenheimer) (PH1) – 21:40 | 1:0 2:0 3:0 4:0 4:1 4:2 4:3 | 39:37 – Y. Treille (N. Ritz, V. Claireaux) 48:58 (PH1) – D. Fleury (N. Ritz, Y. Auvitu) 56:24 (PH1) – Ch. Bertrand (S. Da Costa) | Rozhodčí: Bastian Haupt Marcus Brill Čároví: Dominik Erdle Andreas Hofer |
| 8 + Sebastian Uvira 25 min | 8 + Sebastian Uvira 25 min | Tresty                      | 16 + Antonin Manavian 10 min | Rozhodčí: Bastian Haupt Marcus Brill Čároví: Dominik Erdle Andreas Hofer |
| 40 | 40 | Střely                      | 33 | Rozhodčí: Bastian Haupt Marcus Brill Čároví: Dominik Erdle Andreas Hofer |

| 19. dubna 2015 15:00 | Švédsko | 2 : 1 (1:1, 1:0, 0:0) Součást EHT | Česko | E.ON Arena, Timrå Návštěvnost: 5 028 |  |

| Zpráva                                                                                                | |             |                                          |                                                                                  |
| Fredrik Pettersson-Wentzel                                                                            | Fredrik Pettersson-Wentzel                                                                            | Brankáři    | Jakub Kovář                              | Rozhodčí: Aleksi Rantala Jari-Pekka Pajula Čároví: Anders Ahlström Johannes Käck |
| C. Andersson (A. Petersson, A. Thuresson) (PH2) – 19:14 M. Sörensen (A. Thuresson, D. Rahimi) – 24:02 | C. Andersson (A. Petersson, A. Thuresson) (PH2) – 19:14 M. Sörensen (A. Thuresson, D. Rahimi) – 24:02 | 0:1 1:1 2:1 | 05:50 – V. Sobotka (V. Mozík, M. Birner) | Rozhodčí: Aleksi Rantala Jari-Pekka Pajula Čároví: Anders Ahlström Johannes Käck |
| 4 min                                                                                                 | 4 min                                                                                                 | Tresty      | 8 min                                    | Rozhodčí: Aleksi Rantala Jari-Pekka Pajula Čároví: Anders Ahlström Johannes Käck |
| 21 | 21 | Střely      | 29                                       | Rozhodčí: Aleksi Rantala Jari-Pekka Pajula Čároví: Anders Ahlström Johannes Käck |

### 4. kolo
| 22. dubna 2015 17:30 | Česko | 4 : 1 (1:1, 1:0, 2:0) Součást EHT | Finsko | Hostan aréna Znojmo, Znojmo Návštěvnost: 4 800 |  |

| Zpráva | |                     |                                           |                                                                                 |
| Alexander Salák | Alexander Salák | Brankáři            | Atte Engren                               | Rozhodčí: Sergej Kulakov Alexande Sergejev Čároví: Vít Lederer Miroslav Lhotský |
| M. Vondrka (J. Voráček) (PH1) – 14:08 M. Zaťovič (J. Voráček) – 26:53 V. Sobotka (M. Erat) (VO1) – 51:36 M. Erat (J. Voráček) (PH1) – 55:08 | M. Vondrka (J. Voráček) (PH1) – 14:08 M. Zaťovič (J. Voráček) – 26:53 V. Sobotka (M. Erat) (VO1) – 51:36 M. Erat (J. Voráček) (PH1) – 55:08 | 0:1 1:1 2:1 3:1 4:1 | 00:34 – A. Barkov (T. Ruutu, J. Aaltonen) | Rozhodčí: Sergej Kulakov Alexande Sergejev Čároví: Vít Lederer Miroslav Lhotský |
| 10 + Radek Smoleňák 20+5 min | 10 + Radek Smoleňák 20+5 min | Tresty              | 18 + Oskar Osala 10 min                   | Rozhodčí: Sergej Kulakov Alexande Sergejev Čároví: Vít Lederer Miroslav Lhotský |
| 28 | 28 | Střely              | 22                                        | Rozhodčí: Sergej Kulakov Alexande Sergejev Čároví: Vít Lederer Miroslav Lhotský |

| 24. dubna 2015 18:00 | Česko | 3 : 2 SN (0:1, 1:0, 1:1 ; 0:0 ; 1:0) Součást EHT | Finsko | DRFG Arena, Brno Návštěvnost: 7 200 |  |

| Zpráva                                                                                          |                                                                                                 |                                    | |                                                                                       |
| Alexander Salák                                                                                 | Alexander Salák                                                                                 | Brankáři                           | Juuse Saros | Rozhodčí: Sergej Kulakov Alexande Sergejev Čároví: Miroslav Lhotský Rudolf Tošenovjan |
| M. Jordán (J. Krejčík) – 26:36 V. Sobotka (J. Voráček, M. Erat) – 56:10 Jan Kovář Jakub Voráček | M. Jordán (J. Krejčík) – 26:36 V. Sobotka (J. Voráček, M. Erat) – 56:10 Jan Kovář Jakub Voráček | 0:1 1:1 2:1 2:2 Samostatné nájezdy | 09:23 – (PH1) T. Ruutu (P. Kontiola, J. Hietanen) 57:33 – A. Barkov (J. Jokinen, T. Hartikainen) Jussi Jokinen Alexander Barkov Juhamatti Aaltonen | Rozhodčí: Sergej Kulakov Alexande Sergejev Čároví: Miroslav Lhotský Rudolf Tošenovjan |
| 16 min                                                                                          | 16 min                                                                                          | Tresty                             | 20 + Anssi Salmela 10 min | Rozhodčí: Sergej Kulakov Alexande Sergejev Čároví: Miroslav Lhotský Rudolf Tošenovjan |
| 30                                                                                              | 30                                                                                              | Střely                             | 25 | Rozhodčí: Sergej Kulakov Alexande Sergejev Čároví: Miroslav Lhotský Rudolf Tošenovjan |

| 24. dubna 2015 18:00 | Bělorusko | 5:1 (2:0, 1:1, 2:0) | Norsko | Minsk Arena, Minsk Návštěvnost: 4850                                            |  |
|                      |           | Brankáři            |        | Rozhodčí: Vladimír Nalivaiko Maksim Sidorenko Čároví: Pavel Badyl Ivan Dediulia |  |
| 32                   | 32        | Střely              | 25     | Rozhodčí: Vladimír Nalivaiko Maksim Sidorenko Čároví: Pavel Badyl Ivan Dediulia |  |

| 24. dubna 2015 18:30 | Rusko | 4 : 5 (0:4, 2:1, 2:0) Součást EHT | Švédsko | Aréna Mytišči, Mytišči Návštěvnost: 6 747 |  |

| Zpráva | |                                     | |                                                                       |
| Anton Chudobin | Anton Chudobin | Brankáři                            | Jhonas Enroth | Rozhodčí: Martin Fraňo Robin Šír Čároví: Viktor Birin Alexej Medveděv |
| S. Plotnikov (J. Averin, D. Apalkov) – 27:40 S. Mozjakin (A. Popov, V. Ničuškin) – 36:55 S. Mozjakin (D. Kulikov, V. Ničuškin) (PH1) – 42:49 A. Popov (S. Mozjakin, A. Blažjevskij) – 45:55 | S. Plotnikov (J. Averin, D. Apalkov) – 27:40 S. Mozjakin (A. Popov, V. Ničuškin) – 36:55 S. Mozjakin (D. Kulikov, V. Ničuškin) (PH1) – 42:49 A. Popov (S. Mozjakin, A. Blažjevskij) – 45:55 | 0:1 0:2 0:3 0:4 0:5 1:5 2:5 3:5 4:5 | 01:25 – E. Lindholm (O. Klefbom, V. Rask) 08:44 – N. Danielsson (A. Lander, D. Rahimi) 13:27 – O. Ekman-Larsson (J. Lindström, N. Danielsson) 18:05 – A. Petersson (M. Johansson) 26:19 – A. Lander (J. Lindström, O. Klefbom) | Rozhodčí: Martin Fraňo Robin Šír Čároví: Viktor Birin Alexej Medveděv |
| 6 min | 6 min | Tresty                              | 14 min | Rozhodčí: Martin Fraňo Robin Šír Čároví: Viktor Birin Alexej Medveděv |
| 37 | 37 | Střely                              | 22 | Rozhodčí: Martin Fraňo Robin Šír Čároví: Viktor Birin Alexej Medveděv |

| 24. dubna 2015 18:30 | Lotyšsko | 5:1 (3:0, 1:0, 1:1) | Slovensko | Arena Riga, Riga Návštěvnost: 6200 |  |

| 24. dubna 2015 19:30 | Dánsko | 19:30 | Německo | SE Arena, Vojens |  |

| 24. dubna 2015 19:30 | Francie | 19:30 | Švýcarsko | Patinoire Polesud, Grenoble |  |

| 25. dubna 2015 16:00 | Rusko | 2 : 3 PP (0:1, 1:0, 1:1 ; 0:1) Součást EHT | Švédsko | Aréna Mytišči, Mytišči Návštěvnost: 6 782 |  |

| Zpráva                                                                       |                                                                              |                     | |                                                                       |
| Sergej Bobrovskij                                                            | Sergej Bobrovskij                                                            | Brankáři            | Jhonas Enroth | Rozhodčí: Martin Fraňo Robin Šír Čároví: Viktor Birin Alexej Medveděv |
| A. Panarin (V. Šipačev) – 23:57 J. Medveděv (J. Dadonov, V. Šipačev) – 51:00 | A. Panarin (V. Šipačev) – 23:57 J. Medveděv (J. Dadonov, V. Šipačev) – 51:00 | 0:1 1:1 1:2 2:2 2:3 | 17:31 – M. Johansson (M. Sjögren, A. Petersson) 47:52 (PH1) – O. Ekman-Larsson (J. Klingberg) 61:26 – M. Sörensen (M. Sjögren) | Rozhodčí: Martin Fraňo Robin Šír Čároví: Viktor Birin Alexej Medveděv |
| 10 min                                                                       | 10 min                                                                       | Tresty              | 12 min | Rozhodčí: Martin Fraňo Robin Šír Čároví: Viktor Birin Alexej Medveděv |
| 37                                                                           | 37                                                                           | Střely              | 27 | Rozhodčí: Martin Fraňo Robin Šír Čároví: Viktor Birin Alexej Medveděv |

| 25. dubna 2015 16:00 | Lotyšsko | 3:2sn (0:0, 1:0, 1:2 - 0:0, 1:0) | Slovensko | Arena Riga, Riga Návštěvnost: 3308 |  |

| 25. dubna 2015 17:00 | Bělorusko    | 2:3 (0:1, 2:1, 0:1) | Norsko       | Sportovní palác Salihorsk, Salihorsk Návštěvnost: 2000                          |  |
|                      |              | Brankáři            |              | Rozhodčí: Vladimír Nalivaiko Maksim Sidorenko Čároví: Pavel Badyl Ivan Dediulia |  |
| 29 (6, 5, 8)         | 29 (6, 5, 8) | Střely              | 12 (7, 4, 1) | Rozhodčí: Vladimír Nalivaiko Maksim Sidorenko Čároví: Pavel Badyl Ivan Dediulia |  |

| 25. dubna 2015 19:30 | Dánsko | 19:30 | Německo | SE Arena, Vojens |  |

| 26. dubna 2015 17:00 | Francie | 17:00 | Švýcarsko | Patinoire Charlemagne, Lyon |  |

## Tabulka
| Poř. | Tým       | Z | V | VP | PP | P | GV | GI | +/- | B  |
| ---- | --------- | - | - | -- | -- | - | -- | -- | --- | -- |
| 1.   | Česko     | 8 | 5 | 2  | 0  | 1 | 23 | 9  | +14 | 19 |
| 2.   | Švédsko   | 8 | 5 | 1  | 0  | 2 | 23 | 20 | +3  | 17 |
| 3.   | Finsko    | 8 | 5 | 0  | 1  | 2 | 23 | 14 | +9  | 16 |
| 4.   | Švýcarsko | 8 | 3 | 2  | 2  | 1 | 25 | 20 | +5  | 15 |
| 5.   | Francie   | 8 | 4 | 1  | 0  | 3 | 22 | 21 | +1  | 14 |
| 6.   | Dánsko    | 8 | 3 | 0  | 1  | 4 | 20 | 21 | −1  | 10 |
| 7.   | Německo   | 8 | 3 | 0  | 1  | 4 | 14 | 22 | −8  | 10 |
| 8.   | Rusko     | 8 | 1 | 2  | 2  | 3 | 20 | 23 | −3  | 9  |
| 9.   | Slovensko | 8 | 2 | 0  | 3  | 3 | 21 | 26 | −5  | 9  |
| 10.  | Norsko    | 8 | 3 | 0  | 0  | 5 | 16 | 23 | −7  | 9  |
| 11.  | Lotyšsko  | 8 | 2 | 1  | 0  | 5 | 15 | 18 | −3  | 8  |
| 12.  | Bělorusko | 8 | 2 | 1  | 0  | 5 | 18 | 24 | −6  | 8  |